# Dog Eat Dog
Dog Eat Dog er titlen på Joni Mitchells tolvte studiealbum (fjortende i alt), som blev udgivet i 1985. Albummet er musikalsk tæt på forgængeren, Wild Things Run Fast, med basis i en pop/rock-lyd og fortsat plads til eksperimenter som i den specielle "Smokin' (Empty, Try Another)", som er samplet af lyde fra en cigaretautomat (Joni Mitchell er kendt som inkarneret ryger). Teksterne til sangene berører ofte tidens aktuelle emner i midtfirserne som hungersnød i Afrika og det stigende forbrug af verdens ressourcer.

## Numre
Alle numre er skrevet af Joni Mitchell selv med mindre andet er nævnt.
1. "Good Friends" (4:25)
2. "Fiction" (4:14) – Mitchell, Larry Klein
3. "The Three Great Stimulants" (6:11)
4. "Tax Free" (4:19) – Mitchell, Klein
5. "Smokin' (Empty, Try Another)" (1:43)
6. "Dog Eat Dog" (4:41)
7. "Shiny Toys" (3:27)
8. "Ethiopia" (5:53)
9. "Impossible Dreamer" (4:30)
10. "Lucky Girl" (4:02)

## Musikere
Ud over sangen bidrager Joni Mitchell på albummet på klaver, keyboard, synthesizer samt med lydeffekter. Hun suppleres blandt andet af sin daværende mand Larry Klein (bas, keyboard, synthesizer mm.), Thomas Dolby (keyboard, synthesizer mm.), Michael Landau (guitar), Steve Lukather (guitar), Larry Williams (fløjte, tenorsaxofon), Wayne Shorter (tenor- og sopransaxofon), Jerry Hey (trompet, flygelhorn), Gary Grant (trompet, flygelhorn), Vinnie Colaiuta (trommer), Alex Acuña (trommer) samt Michael McDonald (vokal på "Good Friends"). 
Flere andre bidrager med kor eller vokal, herunder Don Henley, James Taylor og skuespilleren Rod Steiger.

## Cover
Forsiden af albummets cover er også denne gang taget fra et maleri af Mitchell selv. Motivet er et selvportræt, hvor hun strækker armene måske triumferende i vejret med et stort smil. Rundt om hende ses en flok forskellige hunde, der springer op med åbne gab – oplagt en reference til albummets titel. Farverne er generelt i retning af sort og hvid med Mitchell i en sort/hvidstribet jakke og med meget bleg hud (som hvis hun var meget stærkt belyst). En undtagelse er en af hundene, der er (unaturligt) rød, en farve, der også findes på Mitchells læber og teksten med kunstner og titel øverst på billedet.